# 고코케이역
고코케이역(일본어: 古虎渓駅)은 일본 기후현 다지미시에 있는 도카이 여객철도 주오 본선의 역이다.

## 역 구조 및 승강장
상대식 승강장 2면 2선을 가지는 지상역이다. 2개의 승강장은 과선교로 연락하고 있다.
다지미역 관리의 간이위탁역이지만, 마르스 단말이 설치되어 있지 않기 때문에, 표의 발매는 직접 사는 것으로, 다지미 역의 마르스 단말로 발행했던 세로로 긴 마르스 권에 발매 당일의 날짜를 고무 도장에 눌러서 발매하고 있다. 또한 아침 · 저녁은 이치노쿠라 방면으로부터의 통근 · 통학자가 많다. 이것은 다지미 역으로 나오는 것보다 여기부터가 근처이다.
| 1 | ■ 주오 본선 | 하행 | 다지미 · 나카쓰가와 방면 |
| 2 | ■ 주오 본선 | 상행 | 나고야 방면              |

## 역 주변
- 도키 강(하류는 쇼나이 강)

## 역사
- 1940년 10월 10일 : 일본국유철도 주오 본선의 다지미 - 조코지 간에 이케다 신호장 개설.
- 1951년 3월 1일 : 임시 승강장 취급으로 여객영업 개시.
- 1952년 4월 1일 : 고코케이역으로 승격. 정식으로 여객영업개시.
- 1970년 10월 19일 : 하물의 취급을 폐지.
- 1987년 4월 1일 : 일본국유철도 분할 민영화에 의해, 도카이 여객철도의 역이 된다.
- 2006년 11월 25일 : TOICA 도입.

## 인접 역
| 도카이 여객철도 주오 본선 | 도카이 여객철도 주오 본선 | 도카이 여객철도 주오 본선 |
| ------------------------- | ------------------------- | ------------------------- |
| 다지미 · 나가노 방면      | ■ 주오 본선               | 조코지 나고야 방면        |